# Toktokkus waclawae
Toktokkus waclawae (лат.) — вид жуков-чернотелок рода Toktokkus из подтрибы Molurina трибы Sepidiini (Pimeliinae, Tenebrionidae). Афротропика: Замбия.

## Этимология
Видовое название T. waclawae дано в честь Wacława Kamińska (1927—2010), бабушки автора описания.

## Описание
Жуки-чернотелки средних размеров (длина тела около 3 см; ширина надкрылий около 2 см). На склоне и боках надкрылий имеют бугорки (без волосков). Похож на Toktokkus vialis отсутствием микробугорков между латеральными бугорками и наличием продольных гребней на боках и склоне надкрылий. Оба вида можно отличить по разной морфологии бугорков (более крупные и часто сливающиеся у T. waclawae) и расположению (у T. waclawae ряды простираются через гумери до скутеллума) бугорков; и по надкрыльевому диску (почти плоский при боковом виде у T. waclawae). Развит расширенный и более широкий у основания эпиплеврит, окружающий пятый вентрит. Вид был впервые описан в 2020 году и включён в состав рода Toktokkus из подтрибы Molurina трибы Sepidiini (Pimeliinae, Tenebrionidae).

## Распространение
Встречается в Афротропике: Зимбабве, Замбия.